# UnlimiteD
UnlimiteD là một ban nhạc heavy metal người Việt Nam được thành lập vào năm 2003. Nhóm từng giành chiến thắng tại cuộc thi "Liên hoan các ban nhạc nhẹ toàn quốc (Superband 2007)" cũng như tham dự các kì Rock Storm năm 2007 và 2012. Album đầu tay của nhóm mang tên Tái sinh được phát hành vào ngày 23 tháng 11 năm 2007. Nhóm đã giành được ba đề cử giải Âm nhạc Cống hiến cho Album của năm (với Tái sinh), Ca sĩ của năm và Chương trình của năm ("Unlimited Symphony").

## Lịch sử hoạt động
Tháng 6 năm 2003, UnlimiteD chính thức thành lập với các thành viên Minh Phương, Hoài Phong, Tiến Mẫn, Thái Sơn, Viết Thanh bằng Show rock do RFC tổ chức. Tới tháng 12 năm 2003, Minh Phương đã giới thiệu Keyboard cho band là Minh Quân. Bắt đầu từ đó, UnlimiteD đã xác định rõ lối đi và dòng nhạc mình sẽ theo đuổi. Từ thời gian này, UnlimiteD xuất hiện đều đặn tại các show rock do RFC tổ chức và thường xuyên chơi nhạc tại các quán bar và các show tại thành phố. Tháng 7 năm 2004, UnlimiteD đã chính thức phát hành Video clip: Lời nguyền của cái Bóng, do Songnamfilms thực hiện với sự giúp đỡ của Viettanstudio. Đây thực sự là bước tiến dài của ban nhạc. Cảnh quay được thực hiện tại rừng cao su. Tới năm 2005, một lần nữa UnlimiteD lại phát hành tiếp Video clip: Final Countdown, với sự giúp đỡ của hãng bia Foster. Cuối năm 2005, UnlimiteD tiếp tục giới thiệu clip thứ 3: Mộ Gió. Đây là clip thứ 3 UnlimiteD kết hợp cùng Songnamfilms phát hành. Khoảng giữa năm 2006, Minh Quân đã chính thức chia tay ban nhạc, kế đó là tay guitar Thái Sơn.
Năm 2007 là một năm đánh dấu bước ngoặt trong lịch sử ban nhạc. Đầu năm 2007, UnlimtieD thay đổi thành viên Tuyên Đức (Bi) và Bá Lộc, 2 guitar vào thay thế vị trí của Tiến Mẫn và Thái Sơn, tập luyện và sau cùng gặt hái thành công với giải thưởng ban nhạc xuất sắc nhất trong "Liên hoan các ban nhạc nhẹ toàn quốc (Superband 2007)". Ngày 13 tháng 5 năm 2007, nhóm trình diễn cùng nghệ sĩ rock nổi tiếng của Ý là Piero Pelu, bên cạnh thủ lĩnh Trần Lập của Bức Tường và ban nhạc Microwave tại đêm nhạc "Piero Pelu’Live in Vietnam". Ngày 23 tháng 11 cùng năm, ban nhạc phát hành album đầu tay mang tên Tái sinh với thể loại power metal. Đây cũng là album nhạc rock đầu tiên được thu âm tại phòng thu nhạc Viết Tân. Tựa của album ban đầu là Mộ gió. Album đã nhận được đề cử cho Album của năm tại lễ trao giải Âm nhạc Cống hiến 2007 do báo Thể thao & Văn hóa tổ chức. Tháng 12 năm 2007, UnlimiteD tham dự cuộc thi Tiger translate your rocker với hơn 40 ban nhạc trong cả nước tham dự và đoạt được giải ban nhạc được yêu thích nhất. Ban nhạc còn đem ca khúc "Mộ gió" tới dự thi Bài hát Việt" và được ban tổ chức phê duyệt.
Đầu năm 2008, họ tham gia Rock Storm tại các sân vận động Phú Thọ (Thành phố Hồ Chí Minh) và Cần Thơ. Và tiếp theo là tham gia show Unite08 cùng ban nhạc My Chemical Romance tại sân vận động Quân khu 7. Ngày 9 tháng 8 năm 2008, UnlimiteD tổ chức đêm nhạc giao hưởng mang tên "Unlimited Symphony", với sự hòa tấu của Dàn nhạc giao hưởng Thành phố Hồ Chí Minh tại Nhà thi đấu Nguyễn Du, Quận 1, Thành phố Hồ Chí Minh. Đây được xem là chương trình nhạc rock kết hợp nhạc giao hưởng đầu tiên được tổ chức ở khu vực Đông Nam Á. Màn biểu diễn của ban nhạc được đánh giá là tốt, nhưng chất lượng âm thanh của đêm nhạc thì lại tệ. Dẫu vậy, chương trình đã nhận được đề cử giải Cống hiến cho Chương trình của năm.
Tháng 4 năm 2011, ban nhạc có mặt tại show "X211" được tổ chức Sân vận động Bách khoa, Hà Nội, bên cạnh nhóm Oringchains. Dù có mặt tại nhạc hội Rock Storm do Mobifone tổ chức vào năm 2007, song mãi đến năm 2012, nhóm mới tái ngộ khán giả ở nhạc hội này với buổi diễn ở Hải Phòng.

## Phong cách nghệ thuật
Nhạc của UnlimiteD được phân vào thể loại melodic death metal, progressive metal và power metal. Nhóm từng được trang MTV Việt Nam xếp thứ hai trong danh sách "Top 10 ban nhạc rock nổi tiếng Việt Nam". Trang chủ của nhạc hội Rock Storm ca ngợi bản phối trường ca "Hòn vọng phu" của nhóm, ví đây "có thể gọi là đầu tiên của nền tân nhạc Việt Nam. UnlimiteD đã dũng cảm phối lại theo phong cách power metal của mình. Âm giai ngũ cung của Việt Nam trong ca khúc được biến tấu và giao phần hồn cho cây guitar điện và các nhạc cụ mới đảm nhiệm, đầy ngẫu hứng nhưng không phá hỏng kết cấu của bài hát." Báo An ninh Thủ đô nhận định về album đầu tay Tái Sinh của nhóm là "một album rock Việt được đầu tư khá công phu và chất lượng về mặt thiết kế cũng như phần hòa âm phối khí... Đặc biệt, UnlimiteD đã tạo một hướng khai thác mới khi cover lại ca khúc "Nối vòng tay lớn" của cố nhạc sĩ Trịnh Công Sơn bằng chất rock mạnh mẽ và hùng tráng. Hai ca khúc nước ngoài được UnlimiteD cover lại là "Wings of Destiny" (Rhapsody) và "Final countdown" (Europe) cũng có mặt trong album."

## Thành tựu

### Album vàng
| Năm  | Giải thưởng               | Đề cử    | Kết quả | Chú thích |
| ---- | ------------------------- | -------- | ------- | --------- |
| 2008 | Album vàng 2008 - tháng 7 | Tái sinh | Top 5   | [ 15 ]    |

### Giải Âm nhạc Cống hiến
| Năm  | Các đề cử          | Hạng mục             | Kết quả | Nguồn |
| ---- | ------------------ | -------------------- | ------- | ----- |
| 2008 | Tái sinh           | Album của năm        | Đề cử   | [ 6 ] |
| 2009 | Unlimited Symphony | Chương trình của năm | Đề cử   | [ 6 ] |
| 2009 | Chính họ           | Ca sĩ của năm        | Đề cử   | [ 6 ] |

## Danh sách đĩa nhạc
- Tái sinh (2007)
- DVD UnlimiteD symphony (8 tháng 6 năm 2009)
- Unlimited Giáng sinh (24 tháng 12 năm 2013)

### Bài hát
- "Mộ gió" (2005).
- "Lời nguyền của cái bóng" (2003).
- Luân hồi (2005).
- Unlimited jam (2004)
- Nối vòng tay lớn (cover-2007).
- Sự sống.
- Sự cứu chuộc.
- Tái sinh.
- Linh hồn vẫn tồn tại.
- Con đường ánh sáng.
- She's gone (cover Steel Heart).
- The Final Countdown (cover Europe).
- Wings of destiny (cover Rhapsody).
- Joy to the world.
- Hòn Vọng Phu (cover 2008)
- We Wish You A Merry Christmas (cover 2013)
- Christmas Canon
- Little Drummer Boy
- Chờ Người Nơi Ấy
- Feliz Navidad
- Phantom Of The Opera
- Lời nguyền cuối cùng

## Video âm nhạc
- Lời nguyền của cái bóng - Songnamfilms.
- Mộ gió - Songnamfilms.
- Sự cứu chuộc - Songnamfilms.
- Sự sống - HKFilms.
- Tái sinh - HKFilms.
- Nối vòng tay lớn - HKFilms.
- The final countdown - SongNam Films

## Thành viên

### Thành viên hiện tại
- Viết Thanh (Bo) - hát chính (trưởng nhóm).
- Dương Đình Tuyên Đức (Bi) - Guitar
- Dương Hoài Phong - trống.
- Lâm Minh Phương - bass, hát bè.
- Nguyễn Phúc Minh Quân - keyboard, hát bè[16]
- Lâm Bá Lộc - Guitar

### Thành viên cũ
- Tuấn Billy - Keyboard.
- Nguyễn Tiến Hưng (Hung Blackhearted) - Keyboard.
- Nguyễn Tiến Mẫn (Tiger Nguyen) - Guitar.
- Đặng Thái Sơn - Guitar, hát bè.